# ماسانوري مارك كريستيانسون
ماسانوري مارك كريستيانسون (بالإنجليزية: Masanori Mark Christianson)‏ هو موسيقي ومخرج فني أمريكي، ولد في 18 يناير 1976 في طوكيو في اليابان.